# Say It Loud!
Say It Loud! è un album di Lou Donaldson, pubblicato dalla Blue Note Records nel 1969. Il disco fu registrato il 6 novembre 1968 al Rudy Van Gelder Studio di Englewood Cliffs, New Jersey (Stati Uniti).
Il sassofonista utilizza per la prima volta (su disco) il sassofono elettrico, lo stile musicale scivola più sul versante funk (di moda nel periodo) che in quello jazz più tradizionale.

## Tracce
Lato A
1. Say It Loud (I'm Black and I'm Proud) – 7:18 (James Brown, Pee Wee Ellis)
2. Summertime – 5:45 (George Gershwin, Ira Gershwin, DuBose Heyward)
3. Caravan – 5:10 (Duke Ellington, Juan Tizol, Irving Mills)

Lato B
1. Snake Bone – 9:30 (Lou Donaldson)
2. Brother Soul – 7:57 (Lou Donaldson, Leon Spencer)

## Musicisti
Lou Donaldson Quintet
- Lou Donaldson - sassofono elettrico alto, voce
- Blue Mitchell - tromba
- Charles Earland - organo
- Jimmy Ponder - chitarra
- Leo Morris - batteria